# Сільський демон
Сільський демон (англ. A Rural Demon) — американська короткометражна кінокомедія Генрі Лермана 1914 року з Роско Арбаклом в головній ролі.

## У ролях
- Роско ’Товстун’ Арбакл
- Єва Нельсон